# Вестмінстер (Меріленд)
Вестмінстер (англ. Westminster) — місто (англ. city) в США, в окрузі Керролл штату Меріленд. Населення — 20 126 осіб (2020).

## Географія
Вестмінстер розташований за координатами 39°34′47″ пн. ш. 77°0′30″ зх. д. / 39.57972° пн. ш. 77.00833° зх. д. (39.579625, -77.008459). За даними Бюро перепису населення США в 2010 році місто мало площу 17,20 км², з яких 17,17 км² — суходіл та 0,03 км² — водойми.

### Клімат
| Клімат : Вестмінстер  | Клімат : Вестмінстер | Клімат : Вестмінстер | Клімат : Вестмінстер | Клімат : Вестмінстер | Клімат : Вестмінстер | Клімат : Вестмінстер | Клімат : Вестмінстер | Клімат : Вестмінстер | Клімат : Вестмінстер | Клімат : Вестмінстер | Клімат : Вестмінстер | Клімат : Вестмінстер | Клімат : Вестмінстер |
| Показник              | Січ.                 | Лют.                 | Бер.                 | Квіт.                | Трав.                | Черв.                | Лип.                 | Серп.                | Вер.                 | Жовт.                | Лист.                | Груд.                | Рік                  |
| Середній максимум, °C | 5,2                  | 7,2                  | 12,3                 | 18,9                 | 24,0                 | 28,9                 | 30,9                 | 29,6                 | 25,8                 | 19,8                 | 13,3                 | 6,6                  | 18,6                 |
| Середній мінімум, °C  | −5,6                 | −4,3                 | −0,9                 | 4,7                  | 9,7                  | 14,9                 | 17,4                 | 16,3                 | 12,7                 | 6,4                  | 1,4                  | −3,2                 | 5,8                  |
| Норма опадів, мм      | 73                   | 63                   | 91                   | 89                   | 105                  | 100                  | 110                  | 94                   | 109                  | 92                   | 83                   | 92                   | 1102                 |
| Днів з опадами        | 8,4                  | 8,1                  | 9,9                  | 10,6                 | 11,9                 | 9,8                  | 8,8                  | 8,4                  | 7,8                  | 7,2                  | 8,9                  | 8,9                  | 108,7                |
| Днів зі снігом        | 3,0                  | 1,9                  | 1,2                  | ,1                   | 0                    | 0                    | 0                    | 0                    | 0                    | 0                    | ,3                   | 1,1                  | 7,6                  |
| --------------------- | -------------------- | -------------------- | -------------------- | -------------------- | -------------------- | -------------------- | -------------------- | -------------------- | -------------------- | -------------------- | -------------------- | -------------------- | -------------------- |
| Джерело: NOAA         |                      |                      |                      |                      |                      |                      |                      |                      |                      |                      |                      |                      |                      |

## Демографія
Згідно з переписом 2010 року, у місті мешкало 18 590 осіб у 7161 домогосподарстві у складі 4117 родин. Густота населення становила 1081 особа/км². Було 7684 помешкання (447/км²).
Расовий склад населення:
| - 86,0 % — білих - 7,0 % — чорних або афроамериканців - 2,2 % — азіатів - 0,3 % — корінних американців - 1,9 % — осіб інших рас |

До двох чи більше рас належало 2,5 %. Частка іспаномовних становила 6,0 % від усіх жителів.
За віковим діапазоном населення розподілялося таким чином: 22,9 % — особи молодші 18 років, 63,6 % — особи у віці 18—64 років, 13,5 % — особи у віці 65 років та старші. Медіана віку мешканця становила 33,3 року. На 100 осіб жіночої статі у місті припадало 90,6 чоловіків; на 100 жінок у віці від 18 років та старших — 87,7 чоловіків також старших 18 років.
Середній дохід на одне домашнє господарство становив 70 242 долари США (медіана — 55 122), а середній дохід на одну сім'ю — 88 136 доларів (медіана — 75 076). Медіана доходів становила 51 042 долари для чоловіків та 42 041 долар для жінок. За межею бідності перебувало 13,4 % осіб, у тому числі 20,6 % дітей у віці до 18 років та 10,1 % осіб у віці 65 років та старших.
Цивільне працевлаштоване населення становило 8851 осіб. Основні галузі зайнятості: освіта, охорона здоров'я та соціальна допомога — 28,6 %, роздрібна торгівля — 13,1 %, мистецтво, розваги та відпочинок — 9,7 %, науковці, спеціалісти, менеджери — 9,2 %.